# Meghan, hertiginna av Sussex
Meghan, hertiginna av Sussex, född Rachel Meghan Markle den 4 augusti 1981 i Los Angeles i Kalifornien, är hertiginna av Sussex, medlem av det brittiska kungahuset och amerikansk tidigare TV-skådespelare. Hon är gemål till prins Harry, hertig av Sussex och tillsammans har de två barn: prins Archie av Sussex och prinsessan Lilibet av Sussex.
År 2018 listades hon som en av "världens 100 mest inflytelserika personer" av tidskriften Time och fanns med på tidningen The Guardian "Powerlist of top 100 black people in Britain". Hon blev även listad som en av årets bäst klädda kvinnor av tidskriften Vogue.

## Biografi

### Bakgrund
Hertiginnan Meghan är dotter till Doria Ragland (född 1956) och Thomas Markle (född 1944). När hon beskrivit sin härkomst, har hon sagt: "Min pappa är vit och min mamma är afroamerikansk."
Hertiginnan Meghan har en examen (2003) i internationella relationer och teater från Northwestern University . Under tiden på Northwestern University var hon medlem av studentföreningen Kappa Kappa Gamma.
Skådespelarkarriären startade 2002 då hon hade en liten roll i tv-serien General Hospital. Sedan har hon små roller i tv-serier och filmer, bland annat 90210 och Dater’s Handbook. Hennes mest kända roll är rollfiguren Rachel Zane i TV-serien Suits. 
I och med sitt förhållande och giftermål med prins Harry avslutade hon, enligt brittiska hovets regler, sin skådespelarkarriär.
Åren 2011–2013 var hon gift med skådespelaren och producenten Trevor Engelson.

### Förhållande och giftermål med prins Harry

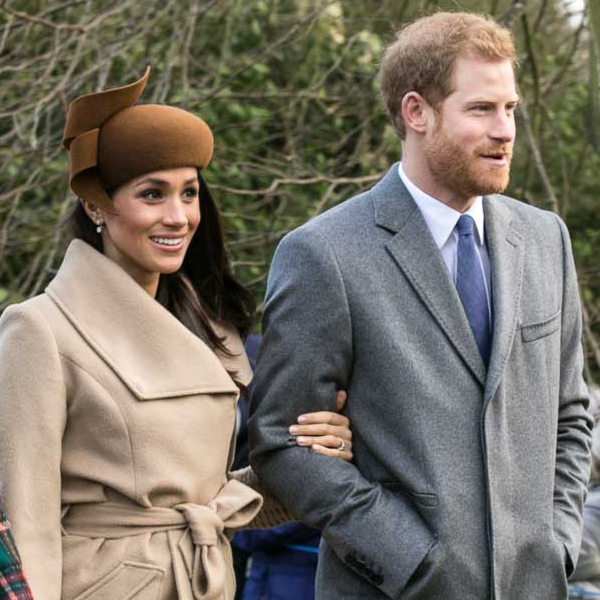
Hertiginnan av Sussex och prins Harry, julen 2017.

Paret träffades för första gången i juli 2016. Under hösten började deras förhållande att synas i tabloiderna  och den 8 november 2016 bekräftades det från Kensington Palace att hertiginnan och prins Harry var ett par.
Den 27 november 2017 eklaterades förlovningen. Förlovningsringen som är från Spencerätten, har ändrats av prins Harry, är i guld med diamanter, varav två från prinsessan Dianas samling. Den centrala stenen kommer från Botswana, där paret tillbringade en av sina första resor tillsammans. Bröllopet hölls den 19 maj 2018 i St George's Chapel i Windsor Castle, där prins Harry är döpt. I samband med bröllopet erhöll prins Harry titeln hertig av Sussex, och Meghan blev hertiginna av Sussex. Hon är den första hertiginnan av Sussex, då det bara funnits en hertig av Sussex tidigare, prins August Fredrik. Varken hans första maka, Augusta Murray, eller hans andra, Cecilia Underwood, blev hertiginna av Sussex.
Inför bröllopet döptes och konfirmerades Meghan in i den engelska kyrkan. Det skedde under en ceremoni i kapellet Chapel Royal i St James’s Palace som förrättades av biskopen av Canterbury, Justin Welby. Prins Harry, prins Charles och hertiginnan Camilla medverkade. Den 12 mars 2018 hade hertiginnan sitt första officiella kungliga uppdrag, då hon tillsammans med prins Harry och delar av den övriga kungliga familjen deltog i en gudstjänst i Westminster Abbey.
I januari 2018 gav djurskötare en nyfödd okapi på London Zoo namnet Meghan, som ett sätt att fira det kommande bröllopet och även för att få uppmärksamhet till okapi som är en hotad art.
I maj 2018 avtäcktes en vaxdocka föreställande Meghan på Madame Tussauds i London tillsammans med många av de övriga i kungahuset. Dockan kostade över 1,5 miljoner kronor att tillverka.
Inför Meghans inträde i den kungliga familjen skapades även en vapensköld åt henne. Denna kombinerar bland annat Kaliforniens statsblomma sömntuta och Stilla havets blå kulör på skölden, med sköldhållare i form av en sångfågel som hänför sig till hertiginnan av Sussex och ett lejon, för hertigen av Sussex.
Den 15 oktober 2018 meddelade det brittiska hovet att Meghan väntade sitt och prins Harrys första barn, och att barnet förväntades födas våren 2019. Graviditeten blev offentlig i samband med att paret skulle inleda sitt första officiella besök till Australien och Nya Zeeland. Den 6 maj 2019 födde hertiginnan en son, Archie Mountbatten-Windsor. Barnet kommer efter prins Harry i successionsordningen. Hertiginnan har som ingift inte en plats i successionsordningen.
Den 8 januari 2020 meddelade Meghan och prins Harry att de hade för avsikt att bli mindre aktiva i det brittiska kungahuset. I ett inlägg på Instagram förklarade paret att de ville bli ekonomiskt oberoende och inte längre ta emot det apanage de får som kungliga högheter. De ville kunna vistas mer i Nordamerika. Det brittiska kungahuset meddelade senare att Harry och Meghan inte längre skulle använda "kunglig höghet" som titulering i offentliga sammanhang. Paret tar inte längre del av kungahusets apanage och representerar inte längre kungahuset i officiella sammanhang. Efter att de brutit med kungahuset flyttade paret till Kalifornien i USA 2020.
Den 4 juni 2021 födde hon sitt andra barn, dottern Lilibet Mountbatten-Windsor.

### Välgörenhet och engagemang
Hertiginnan har länge varit engagerad i kvinnors rättigheter och jämlikhet. Som 11-åring kontaktade hon bland annat Hillary Clinton och ett företags PR-ansvariga angående ett sexistiskt reklaminslag. Hon har haft uppdrag för FN där hon jobbat med kvinnofrågor. Åren 2016–2017 var hon global ambassadör för organisation World Vision och arbetade där med frågan om rent vatten i Rwanda. Mat och matlagning är ett annat område för hennes engagemang: hon började i femtonårsåldern som volontär i soppkök, och har stöttat ett matlagningsprojekt som drivs av kvinnor som drabbats av branden i Grenfell Tower.
Hon är även engagerad i djurfrågor och innan giftermålet adopterade hon två hundar, Bogart och Guy, från djurhem. Bogart fick stanna hos vänner, men hertiginnan och hertigen adopterade hösten 2018 en ny hund. 
Hertiginnan Meghan och prins Harry bad inför bröllopet att människor istället för bröllopsgåvor skulle skänka pengar till sju utvalda välgörenhetsorganisationer verksamma inom områden paret stödjer, däribland organisationer inom miljö- och HIV-frågor. Paret är bland annat engagerat inom HBTQ-frågor.
Som medlem i den kungliga familjen är hertiginnan beskyddare av ett antal organisationer. Dessa offentliggjordes av hovet i januari 2019 och speglar hennes intressen: djurskyddsorganisationen Mayhew, välgörenhetsorganisationerna Smart Works, The Association of Commonwealth Universities, The Royal Foundation of The Duke and Duchess of Cambridge and The Duke and Duchess of Sussex samt Royal National Theatre.